# Johannes Scolvus

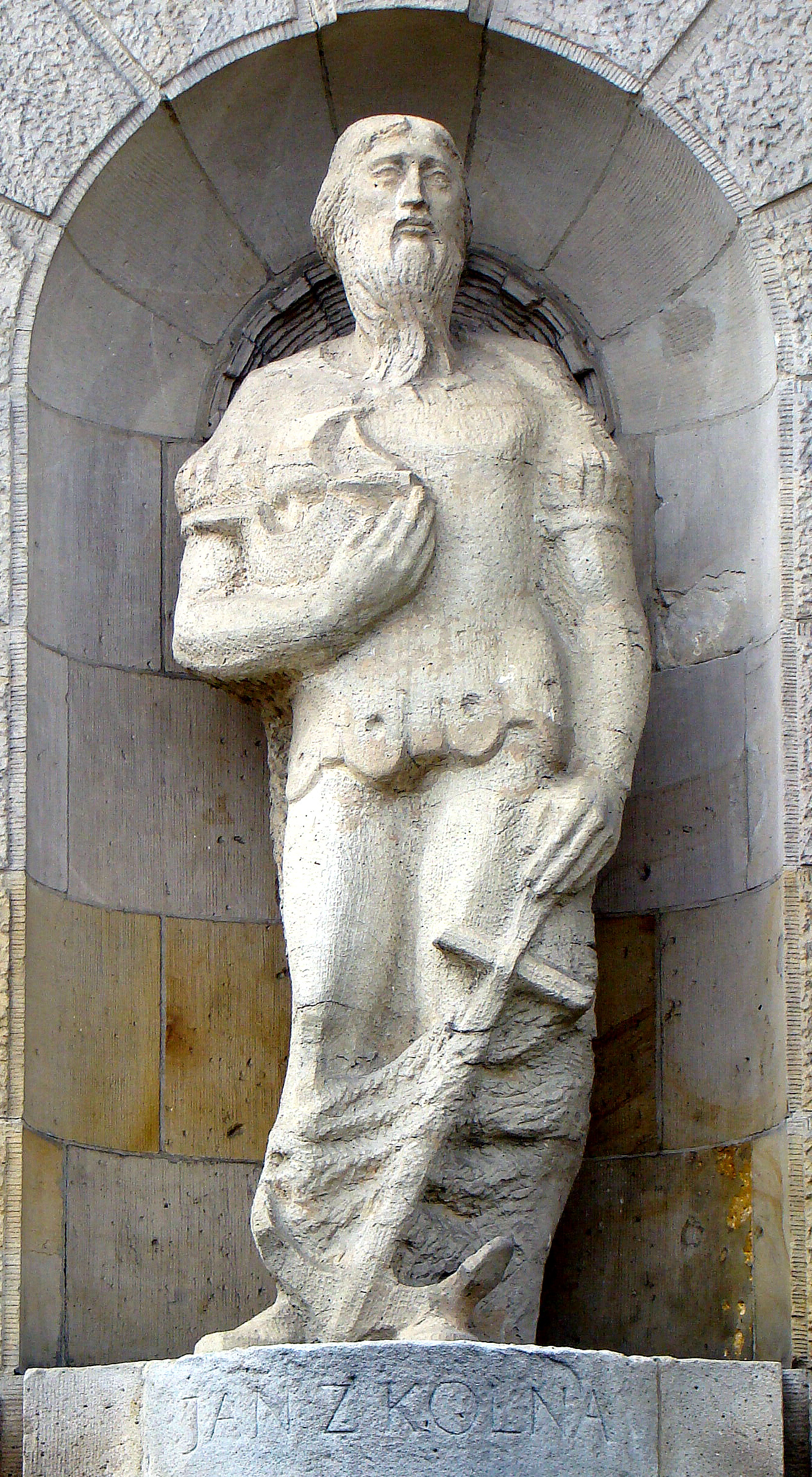
Johannes Scolvus – Statue in Stettin, Polen

Johannes Scolvus, auch John Skolp, Jan z Kolna, Johannes Scolnus, Ioannis Scolvenius oder Iohannes Scolvus Polonus (geboren 1435; gestorben 1484) war ein legendärer Seefahrer und Navigator im Dienste des Königs von Dänemark. Nach verschiedenen Quellen war er einer der Europäer, die vor Christoph Columbus die amerikanische Küste erreicht haben sollen.
Es ist unklar, wer Johannes Scolvus war. Zeitnahe skandinavische und norddeutsche Quellen erwähnen ihn (selten) als Navigator einer Expedition 1473 unter Kapitän Didrik Pining, Steuermann Hans Pothorst und dem portugiesischen Gesandten João Vaz Corte-Real, die nach Jahrzehnten Grönland wieder erreichte und von der es umstrittene Hypothesen und Legenden gibt, sie hätte vielleicht auch weitere Länder hinter Grönland erreicht. Lange nach seinem Tod verfasste Quellen erwähnen zunehmend Scolvus allein und behaupten, er habe die Labrador-Halbinsel erreicht, was viele Historiker veranlasst, ihn als halb legendär gewordene Figur zu charakterisieren. Erstmals erwähnt wird 'Johannes Scolnus' als Entdecker von Labrador (Terra Laboratoris) von Francisco López de Gómara in dessen Historia general de las Indias y conquista de Mexico von 1552. Spätere Quellen, die seinen Namen nennen, sind:
- François de Belleforest (1570),
- Cornelius van Wytfliet, Descriptionis Ptolemaicae Augmentum (1597) und (1599),
- Claude Barthélemy Morisot (1643),
- Georgius Hornius (1671),
- Vincenzo Maria Coronelli (1691),
- Pierre François Xavier de Charlevoix (1744).

Es existieren Aufzeichnungen über einen Studenten an der Universität Krakau namens 'Joannis de Colno' von 1455. Außerdem gab es in Danzig eine Kaufmanns- und Seefahrer-Familie namens Colno bzw. Cholno.
Der polnische Historiker Joachim Lelewel (1786–1861) stellte als Erster alle Erwähnungen von Johannes Scolvus zusammen. Er behauptete, Scolvus sei polnischer Herkunft und Navigator in der Flotte von König Christian I. von Dänemark gewesen. Er sei an Bord eines der Schiffe gewesen, die 1473 im Auftrag des dänischen Königs von Norwegen aus, unter dem Kommando Didrik Pining, Hans Pothorst, sowie João Vaz Corte-Reals, nach Westen mit dem Ziel Grönland in See gestochen seien. Zumindest Scolvus erreichte nach Lelewel im Rahmen der Expedition die amerikanische Küste und entdeckte auch die Davisstraße, wie sich aus den Texten auf dem Zerbster Globus, dem Pariser Ecuy-Globus und dem Wiener Globus von Gemma R. Frisius, die alle aus der ersten Hälfte des 16. Jahrhunderts stammen, ergibt.
Der Historiker Boleslaw Olszewicz hingegen kritisiert an der Arbeit von Lelewel, dass keine ausreichenden Beweise dafür gebe, dass Scolvus polnischer Herkunft sei. Es gebe keine zeitgenössischen Aufzeichnungen, die erstmalige Erwähnung des Namens sei ein dreiviertel Jahrhundert nach dieser Expedition erfolgt.
Im späten 19. Jahrhundert wurde Scolvus als norwegischer (Johann Scolv), portugiesischer (João Scolvo), dänischer oder deutscher Herkunft eingestuft. Die von dem Peruaner Louis Ulloa im Jahre 1934 aufgestellte Behauptung, dass es sich bei Scolvus um den jungen Christoph Kolumbus gehandelt habe, nehmen viele Historiker nicht ernst.